# Gebrüder Hindelang
Gebrüder Hindelang war ein Orgelbauunternehmen aus Ebenhofen im Allgäu.

## Geschichte

### 1. Generation: Heinrich I und Peter Paul

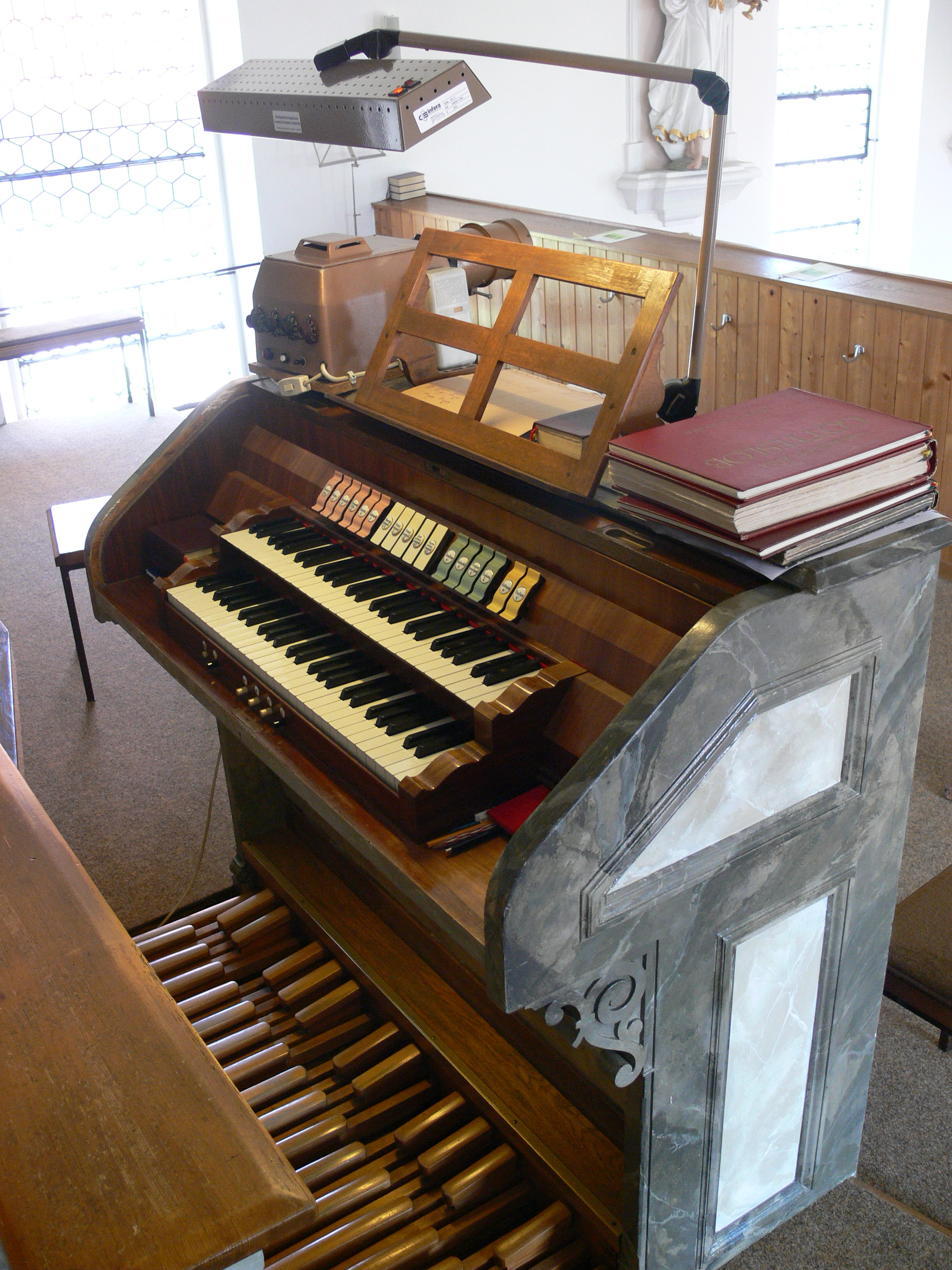
Hergensweiler, Pfarrkirche St. Ambrosius, Spieltisch der Orgel op. 212 von 1906 (II/P, 12 Register)

Die bisher einzig auffindbare, gedruckte Quelle für die frühe Familiengeschichte ist ein handschriftlich auf den 20. Oktober 1964 datierter Artikel aus einer unbekannten Zeitung. Er berichtet unter der Überschrift „Musikalischer Schreinermeister begann den Orgelbau“ über die „Familiäre Feier des 90-jährigen Bestehens der Orgelbaufirma Hindelang in Ebenhofen“.
Demnach erlernte der im Artikel als Firmengründer bezeichnete Heinrich I Hindelang (1848–1926) das Schreinerhandwerk bei seinem Vater Sebastian Hindelang (1823–1889). Dessen Werkstatt befand sich im 19. Jahrhundert am Ort des späteren Orgelbau-Betriebs in Ebenhofen nahe Marktoberdorf. Aufgrund seiner musikalischen Veranlagung erhielt Heinrich I Unterricht im Violin- und Orgelspiel und versah in seinem Heimatort Ebenhofen das Organistenamt. Der Schreiner und Organist Heinrich I befasste sich auch mit der Technik des Instruments und führte bald bei Störungen die Reparaturen selbst aus. Dieses handwerkliche Geschick Heinrichs I sprach sich herum, und er dehnte seine Tätigkeit auf die umliegenden Nachbargemeinden aus. Der Beginn dieser zunächst autodidaktischen Orgelbauertätigkeit ist mit dem Jahr 1864/65 angegeben. Ein erstes schriftliches Zeugnis über die Arbeiten Heinrich I Hindelangs aus dem Jahr 1874 stammt vom Ebenhofener Pfarrer und bezeugt „dem Tischler und Musiker von hier […] dass er die defekte Orgel wieder in ganz brauchbaren Zustand setzte […] und die Renovierung, Reinigung und Stimmung zur Zufriedenheit aller ausführte.“
Im Zeitungsbericht ist weiter zu lesen: „Um all die anfallenden Reparaturen bewältigen zu können, musste Heinrich von seinen Brüdern Peter und Paul unterstützt werden.“ Hier widersprechen sich allerdings der Zeitungsbericht und die Matrikelbücher der Pfarrei Ebenhofen: Dort finden sich als Söhne von Schreinermeister Sebastian Hindelang nur Heinrich I und Peter Paul (1860–1943). Damit ist anzunehmen, dass in der Berichterstattung ein Fehler vorliegt und Heinrich I lediglich einen Bruder mit dem Doppelnamen Peter Paul hatte.
Einen Hinweis darauf, bei welchem Orgelbauer Heinrich I Hindelang schließlich in die Lehre ging, gibt die 1925 erschienene Fest- und Werbeschrift zum 50-jährigen Bestehen der Orgelbau-Anstalt: „Unsere Firma verdankt ihre Ausbildung dem damals berühmten Orgelbaumeister Pröbstl in Füssen.“ Im Dunkeln bleibt dabei, zu welchem Zeitpunkt dies war. Fraglich ist auch, ob beide Brüder Hindelang bei Balthasar Pröbstl waren oder nur Heinrich I. In diesem Fall war Peter Paul nur Mitarbeiter im heimischen Betrieb.
Den ersten Auftrag für einen eigenständigen Neubau erhielten Heinrich I und Peter Paul Hindelang im Jahre 1875 für die Filialkirche Salenwang bei Friesenried (Landkreis Ostallgäu). Das Instrument weist die Erbauer als „Gebrüder Hindelang“ aus und zählt in der firmeninternen Werkliste als Opus 1. Es umfasst sieben Register (Manual: Principal 8', Gedeckt 8', Gamba 8', Salicional 8', Oktav 4', Mixtur 2 2/3' – Pedal: Subbass 16' und Pedalkoppel) auf mechanischen Kegelladen und ist bis auf den Zubau eines elektrischen Gebläses durch Gerhard Schmid, Kaufbeuren, unverändert erhalten. Die Gestaltung des Spieltischs und des neuromanischen Gehäuses zeigt eine deutliche Parallele zum Stil der Werkstatt Balthasar Pröbstl. Dieser Neubau war der Zündfunke für die Entwicklung der Firma Hindelang. Die folgenden Aufträge zu Neubauten ermöglichten den Ausbau der Arbeitsräume in Ebenhofen und eine Ausstattung mit modernen Maschinen.
Heinrich I und Peter Paul Hindelang bauten von 1875 bis etwa 1895 um die 20 Orgeln mit mechanischer Kegellade. Vereinzelt anzutreffende Schleifladen wurden, damals kostengünstige Gepflogenheit, aus Vorgängerinstrumenten übernommen. Ab 1895 erfolgte, zunächst nicht ohne Kinderkrankheiten, die Umstellung auf pneumatische Steuerung. Bis zum Jahr 1914 hatte es die Firma auf etwa 120 Neubauten gebracht, die sich vorwiegend in Allgäu-Schwaben finden. Nach dem Ersten Weltkrieg dehnte sich das Absatzgebiet in den bayerischen Raum aus. Ihre Orgelgehäuse passten die Gebrüder Hindelang bis zum Übergang zur Freipfeifen-Ästhetik in den 1930/40er Jahren den jeweiligen Kirchenräumen in Neostil-Ausführung an. Einige Gehäuse sind dabei so gelungen, dass sie leicht mit dem Originalstil verwechselt werden können (z. B. Nesselwang).

### 2. Generation: Heinrich II, Friedrich I, Adolf und Xaver Eugen
Spätestens ab 1925 arbeiteten die vier Söhne von Peter Paul im Betrieb mit. Heinrich II (1893–1941) leitete bis zu seinem frühen Tod eine Filiale des Betriebs in Würzburg und legte damit den Grundstein für weitere Arbeiten im fränkischen Raum. Friedrich I (1897–1977) war mit Disposition, Pfeifenbau und Intonation betraut, Adolf (1901–1984) kümmerte sich um Spieltischbau und Traktur, und Xaver Eugen (1907–1998) war neben seiner Tätigkeit als Geschäftsführer für Windladenbau und Montage verantwortlich. Es ist zu vermuten, dass die vier Söhne eine Ausbildung im elterlichen Betrieb erhielten. Ob sie auch bei anderen Orgelbauern tätig oder in der Lehre waren, ließ sich bisher nicht feststellen. In den 1920/30er Jahren entstanden die ersten Kegelladen mit elektrischer Traktur, die bis zur zögerlichen Einführung von zunächst ebenfalls elektrisch gesteuerten Schleifladen um 1960 als vorwiegendes Ladensystem beibehalten wurden. Vereinzelt entstanden auch Orgeln mit liegenden Taschen, so 1930 in Obergünzburg.
Die Prospektentwürfe und Gehäusezeichnungen besorgten bis zur Firmenaufgabe die in Kaufbeuren ansässigen Architekten Matthias und Heinrich Karl Abele (1939–2005). Eine interessante Episode war die kurze Zusammenarbeit der Gebrüder Hindelang mit dem Innenarchitekten Kollmann, der die Ausstattung des Führerbaus in Obersalzberg entworfen hatte und nach Kriegsende im Allgäu untergetaucht war.

### 3. Generation: Heinrich III, Paul Eugen und Friedrich II
Die dritte Generation von Orgelbauern ging aus der Ehe von Xaver Eugen mit Ida Wolf (1917–2003) hervor. Heinrich III (* 1943), Prokurist der OHG und späterer Geschäftsführer des in eine GmbH umgewandelten Unternehmens, war für Montage, Technik und Elektrik zuständig. Paul Eugen (* 1946) war für die Intonation verantwortlich. Von seiner Tätigkeit bei Späth in Rapperswil/CH brachte er die wieder en vogue gewordene mechanische Schleiflade mit in den Betrieb, stieß damit aber bei der älteren Generation auf Ablehnung. Paul Eugen absolvierte die Fachschule für Orgelbau in Ludwigsburg und schloss dort als Orgelbaumeister ab. Des Weiteren hat Friedrich Hindelang (1956–2023) 1980 die Meisterprüfung im Schreinerhandwerk abgelegt.

### Trendwende und Erlöschen der Firma
Die neobarocke Trendwende machte der Firma, die bis in die 1970er Jahre mehr als 300 Neubauten erstellt und zahlreiche Umbauten vorgenommen hatte, schwer zu schaffen. Das Klangideal der Firma Hindelang lag in der auslaufenden Spätromantik mit weiten Mensuren, orchestralem Gesamtklang und Betonung der Grundstimmen. In der Diözese Augsburg, dem Kernland der Tätigkeit der Gebrüder Hindelang, verfolgte der damalige Orgelsachverständige Paul Steichele jedoch einen orgelbewegten Stil, und die Firma Hindelang kam mit ihrem spätromantischen Selbstverständnis aus der Mode. Damit konnte und wollte sich die geschäftsführende ältere Generation nicht abfinden. Ein letztes Betätigungsfeld bot während der 1960er und 70er-Jahre der fränkische Raum, was dem Sachverständigen der Diözese Würzburg, Ordinariatsrat Domkapitular Richard Schömig, und dessen Sympathie für die romantische Orgel zu verdanken war. Hier entstand eine Reihe von Teilbauten, die vielfach nicht fertig gestellt und daher heute durch Neubauten ersetzt worden sind.
Aufgrund der schlechten Auftragslage betätigten sich die Gebrüder Hindelang zunehmend als Zulieferer für Baufirmen und verlegten sich ab etwa 1971 ganz auf den Treppenbau, in dem Heinrich III und Friedrich II Hindelang heute noch tätig sind. Der letzte Neubau im Allgäu ist laut Werkliste 1966 Roßhaupten mit mechanischer Schleiflade. In Würzburg wurde 1973 ein Instrument in der ehemaligen Zisterzienserinnen-Kirche aufgestellt, das offenbar das opus ultimum darstellt. Bis in die 1990er Jahre führten die Gebrüder Hindelang noch vereinzelt Umbau-, Stimmungs- und Wartungsarbeiten an Orgeln durch (z. B. 1978 in Nesselwang). Das umfangreiche Firmenarchiv ging mit dem Tod von Ida Hindelang im Jahr 2003 unter, das Gebäude in Ebenhofen wurde verkauft. In den Räumen der einstigen „Orgelbau-Anstalt“ ist heute der Flötenbauer Herbert Paetzold ansässig.
Bis zu ihrem Ende hatte die Firma Hindelang über drei Generationen von der Romantik bis zum Neobarock über 350 Um- und Neubauten erstellt.

### Elektronische Orgeln
Heinrich III Hindelang war ein Pionier des elektronischen Orgelbaus. Seit seiner Mitarbeit im Familienbetrieb beschäftigte er sich mit der synthetischen Klangerzeugung, was Skepsis bei der älteren Generation hervorrief: Die unliebsame elektronische Konkurrenz wurde im eigenen Hause nur ungern gesehen. Neben dem traditionellen Pfeifenorgelbau entstanden dennoch etwa 30 bis 40 elektronische Hausorgeln mit individuell nach Kundenwunsch gestalteter Disposition, bestehend aus einem in traditioneller Bauweise gefertigten Spieltisch mit elektronischem Innenleben. Heinrich III stand im Austausch – insbesondere über Dispositionen für Sakralorgeln – mit Rainer Böhm, der in Minden von den 1960er bis in die 1980er Jahre elektronische Orgeln fertigte.
Eine Synthese zwischen elektronischer Orgel und traditioneller Orgel stellt eine Kleinorgel mit sieben Pfeifen-Registern auf mechanischer Schleiflade und elektronischem Subbass dar. Die Firma Hindelang war damit auf der Münchner Musikinstrumenten-Ausstellung vertreten und verkaufte von dort aus auch in die USA und nach Südamerika. Dieses Positiv besaß einen Generator mit Regler, durch den die elektronische Klangerzeugung an die Temperaturschwankung des Pfeifenwerks angepasst werden konnte. Mehr als 20 Stück dieses Typs wurden von den 1970/80er Jahren bis etwa 1985 als Hausorgel oder für kleine Gottesdiensträume verkauft.

## Werkliste (Auswahl)
| Jahr | Ort                                    | Kirche                          | Bild | Man.  | Reg.    | Bemerkungen/Quellen |
| ---- | -------------------------------------- | ------------------------------- | ---- | ----- | ------- | --- |
| 1893 | Kimratshofen                           | St. Agatha                      |      | II/P  | 20+8    | 1985 von Gerhard Schmid um ein Rückpositiv erweitert |
| 1896 | Ketterschwang                          | St. Jakobus der Ältere          |      | II/P  | 15      | |
| 1897 | Hörbering                              | St. Jakobus                     |      | I/P   | 8       | → Orgel |
| 1899 | Aletshausen                            | Heilig Kreuz                    |      | I/P   | 9       | |
| 1902 | Wiggensbach                            | St. Pankratius                  |      | II/P  | 25      | |
| 1904 | Oberostendorf                          | Mariä Himmelfahrt               |      | II/P  | 15+4    | 1989 um vier Register ergänzt durch Gerhard Schmid |
| 1905 | Mittelberg                             | St. Michael                     |      | II/P  | 20      | |
| 1906 | Nesselwang                             | St. Andreas (Nesselwang)        |      | III/P | 31      | 1957 Erweiterung auf 37 Register einschließlich drittes Manual                                                                                                |
| 1906 | Hergensweiler                          | St. Ambrosius                   |      | II/P  | 12      | |
| 1907 | Diepolz                                | St. Blasius                     |      | I/P   | 12      | |
| 1910 | Augsburg-Lechhausen                    | St. Pankratius                  |      | II/P  | 31      | 1944 zerstört. |
| 1912 | Wolfertschwenden                       | St. Vitus                       |      | II/P  | 13      | |
| 1913 | Stiefenhofen                           | St. Martin                      |      | II/P  | 26      | erhalten, um zwei Register erweitert von Hans Karl, Aichstetten                                                                                               |
| 1913 | Altenbaindt                            | St. Stephan                     |      | II/P  | 8       | |
| 1914 | Altdorf (Biessenhofen)                 | Mariä Himmelfahrt               |      | II/P  | 26      | |
| 1914 | Pfaffenhofen                           | St. Johannes                    |      | III/P | 44      | nicht erhalten |
| 1914 | Rechtis                                | St. Ulrich (Rechtis)            |      | II/P  | 9       | |
| 1916 | Attenhofen (Weißenhorn)                | St. Laurentius                  |      | II/P  | 9       | |
| 1918 | Augsburg-Göggingen                     | St. Georg und St. Michael       |      | II/P  | 12      | nicht erhalten. |
| 1920 | Oberstaufen                            | St. Peter und Paul              |      | III/P | 46      | Durch Alfons Zeilhuber renoviert → Orgel |
| 1921 | Hohenbrunn                             | St. Stephanus                   |      | II/P  | 10 (11) | 1988 durch einen Neubau der Firma Guido Nenninger ersetzt. |
| 1923 | Obergermaringen                        | St. Wendelin                    |      | II/P  | 21      | |
| 1924 | Scherstetten                           | St. Peter und Paul              |      | II/P  | 12      | |
| 1925 | Dürrlauingen                           | St. Nikolaus                    |      | II/P  | 14      | |
| 1925 | Rieden am Forggensee                   | Zu den hl. fünf Wunden          |      | II/P  | 13      | → Orgel |
| 1925 | Augsburg                               | St. Ulrich und Afra (Chororgel) |      | II/P  | 19      | →Orgel |
| 1928 | Weicht                                 | St. Vitus                       |      | I/P   | 10      | |
| 1928 | Kempten                                | St. Anton                       |      |       |         | 1979 ersetzt durch einen Neubau von Gerhard Schmid |
| 1929 | Weinried                               | St. Laurentius und Vitus        |      | II/P  | 13      | |
| 1930 | Adelsried                              | St. Johannes der Täufer         |      | II/P  | 17      | 1989 ersetzt durch einen Neubau der Firma Offner |
| 1930 | Haunshofen                             | St. Gallus                      |      | II/P  | 11 (12) | |
| 1930 | Obergünzburg                           | St. Martin                      |      | III/P | 35      | mit Glockenspiel |
| 1936 | Kaufbeuren                             | St. Martin                      |      | III/P | 29      | II. Manual nicht ausgeführt, 44 Register geplant; 1999 durch Neubau von Siefgried Schmid ersetzt                                                              |
| 1936 | Wasserlosen                            | St. Simon und Judas Thaddäus    |      | II/P  | 13 (14) | |
| 1937 | Friesenried                            | St. Josef                       |      | II/P  | 26      | |
| 1939 | Alitzheim                              | St. Martin                      |      | II/P  | 11      | 1968 ersetzt durch einen Neubau von Alois Handel |
| 1940 | Marktoberdorf                          | St. Martin                      |      | III/P | 41      | mit Glockenspiel |
| 1945 | Kleineibstadt                          | St. Bartholomäus                |      | II/P  | 13      | |
| 1947 | Mainaschaff                            | St. Margareta                   |      | III/P | 31      | |
| 1948 | Stötten am Auerberg-Remnatsried        | St. Thomas                      |      | II/P  | 12      | erhalten |
| 1951 | Nürnberg                               | St. Martin                      |      | III/P | 52      | 1981 durch einen Neubau der Firma Kuhn (Männedorf) ersetzt.                                                                                                   |
| 1952 | Augsburg                               | St. Maximilian                  |      | III/P | 47      | Seit einigen Jahren unspielbar und teilweise abgebaut. |
| 1953 | Kleinostheim                           | St. Laurentius                  |      | III/P | 32      | Umbau und Erweiterung der bestehenden Schlimbach-Orgel (ursp. II/19) aus der alten Kirche. 1978 abgebaut und 1981 durch einen Neubau der Firma Weise ersetzt. |
| 1954 | Aschaffenburg                          | Unsere Liebe Frau               |      | II/P  | 25      | 1971 durch Steinmeyer nach St. Kilian in Nüdlingen umgesetzt.                                                                                                 |
| 1954 | Niederwerrn                            | St. Bruno                       |      | II/P  | 22      | |
| 1954 | Amendingen                             | St. Ulrich                      |      | II/P  | 19      | 1997 durch einen Neubau der Firma Sandtner ersetzt. |
| 1956 | Augsburg-Lechhausen                    | St. Pankratius                  |      | II/P  | 29      | 1983 ersetzt. |
| 1957 | Bernbeuren                             | St. Nikolaus                    |      | II/P  | 25      | |
| 1957 | Aidhausen                              | St. Peter und Paul              |      | II/P  | 13      | 1989 ersetzt durch einen Neubau der Firma Hoffmann. |
| 1958 | Neusäß                                 | St. Ägidius                     |      | III/P | 30      | Geringfügig umdisponiert: einige Register wurden innerhalb der Orgel umgesetzt.                                                                               |
| 1960 | Grettstadt                             | St. Peter und Paul              |      | II/P  | 21      | |
| 1960 | Ambach (Ehekirchen)                    | St. Martin                      |      | I/P   | 5       | |
| 1961 | Sulzdorf                               | St. Cyriakus                    |      | II/P  | 15      | |
| 1962 | Mechenried                             | St. Nikolaus                    |      | II/P  | 15      | |
| 1962 | Aschaffenburg-Obernau                  | St. Peter und Paul              |      | II/P  | 25      | Opus 281 |
| 1963 | Aschaffenburg-Damm (Aschaffenburg)     | St. Josef                       |      | III/P | 28      | |
| 1964 | Blankenheim (Ahr)Blankenheim-Vellerhof | St. Clemens                     |      | I/p   | 7       | |
| 1964 | Aschaffenburg                          | Klosterkirche Heilig Kreuz      |      | II/P  | 11      | |
| 1964 | Enheim                                 | Evang. Kirche                   |      | I/P   | 12      | DP |
| 1965 | Görisried                              | St. Oswald                      |      | II/P  | 18      | Verwendung alter Teile |
| 1965 | Augsburg                               | Privat                          |      | ?     | 5       | |
| 1965 | Vorderburg                             | St. Blasius                     |      | II/P  | 17      | Umarbeitung |
| 1966 | Obernburg                              | St. Peter & Paul                |      | III/P | 36      | nicht erhalten |
| 1965 | Frankfurt-Bornheim                     | St. Josef                       |      | III/P | 43      | erhalten |
| 1966 | Roßhaupten                             | St. Andreas                     |      | II/P  | 23      | elektr. Registertraktur |
| 1966 | Simmerberg                             | St. Joseph                      |      | II/P  | 15      | ersetzt durch Neubau von Siegfried Schmid |
| 1967 | Wasserlos                              | St. Katharina                   |      | II/P  | 22      | Elektrifizierung und Umbau der Hindelang-Orgel von 1936 |
| 1968 | Rettenberg                             | St. Stephan                     |      | II/P  | 25      | Umbau der Hindelang-Orgel von 1910 |
| 1969 | Würzburg                               | Heilig Kreuz                    |      | III/P | 40      | Freipfeifen-Prospekt, nicht erhalten |
| 1970 | Frankfurt am Main-Bornheim             | St. Josef                       |      | III/P | 43      | |
| 1971 | Nüdlingen                              |                                 |      | II/P  | 21      | aus Aschaffenburg umgesetzt, nicht erhalten |
| 1973 | Würzburg                               | Kloster Himmelspforten          |      | II/P  | 13      | |
| 1978 | Nesselwang                             | St. Andreas                     |      | III/P | 37      | letztes größeres Werk. Neobarocker Umbau und Erweiterung um III. Manual → Orgel                                                                               |